# 一綱一本
一綱一本政策，由台北市長郝龍斌於2006年提出的教育政策，希望將選擇教科書的權力收回到台北市政府手中，讓台北市的國中，都採用同一套教科書，並且自行舉辦基測，用以反對當時教育部採用的一綱多本政策。這個政策於2007年開始推動，得到新北市、基隆市的支持。但於2012年廢除。

## 歷史
2006年，郝龍斌參選台北市長時，提出「一綱一本，共辦基測」的政見，並承諾於當選後推動此一政策。郝龍斌主張，採用一綱多本，中學生家長為了讓學生通過國中基測，將需要購買多本參考書，也會增加學生負擔。因此他希望將選書權集中給台北市政府，由市政府決定。
當時教育部則持反對意見，並於2007年4月發出解釋令若推動「一綱一本」以違法論處；台北市則提出釋憲，獲8縣市聯名。6月底台北市、台北縣與基隆市首長達成共識，宣稱將在97學年度（2008年）國中新生教科書採一綱一本，並在民國100年（西元2011年）共同舉辦基測。
2007年11月12日，台北市中山國中教師蕭曉玲因反對一綱一本政策，控告郝龍斌市長。2008年，蕭曉玲遭中山國中解聘。
2012年3月9日，台北市政府宣布，經台北市、新北市、基隆市三市教育局開會決議，將於8月起停辦一綱一本政策。
教育局表示，未來北北基將和全國各縣市一樣，採一綱多本，將選書權還給各校。各校每年須成立「教科圖書選用評審委員會」，自行選擇各領域教科書。